# Демократическое образование
Демократическое образование — это ответвление от гуманистического образования, в котором во главе ставятся демократические ценности. В демократических школах ребёнку помогают осознать себя как независимую личность и рассказать ему о правах человека на практике . Когда ученик обучается в средней школе, он имеет право на выбор, чему обучаться на протяжении школьного периода, также он имеет право на равенство между взрослыми и детьми.

## Принципы демократического управления школой
Демократическое управление в школе сводится к нескольким принципам. При этом Западу свойственная многоукладность школы, иными словами не только в разных странах, штатах, но и в разных школах одного и того же штата упомянутые принципы могут воплощаться с заметными отличиями.

### Ответственная свобода выбора
Каждый ученик сам составляет себе учебный план. Существует минимальная база, учебный план, одобренный министерством образования, обязательный для включения в персональный план. Помимо этого, каждый сам определяет, какие предметы он будет изучать. Выбор предмета ограничен только самим ребёнком: однажды выбрав, он обязан изучить её досконально.
Ученик не обязан сидеть до конца урока. В любой момент он может выйти из класса и погулять по школе. Обычно ребёнок сам возвращается в класс, когда ему наскучит гулять.

### Соуправление
Решения, влияющие на школьную жизнь, принимаются большинством голосов. Правом голоса обладают как учителя, так ученики и родители (отсюда со, а не самоуправление школьников). При этом голос ребёнка при решении широкого круга вопросов равняется голосу взрослого и таким образом создаётся впечатление, что школой управляют ученики.
В то же время А. С. Калабалин, имевший большой опыт работы в школе на макаренковских принципах (известных своей последовательной и глубокой демократичностью), отмечает:

Школьное самоуправление? Да не бывает такого: не отдам же я детям свою печать, планирование… Соуправление — это я понимаю.

### Оценки
В большинстве подобных заведений нет явных оценок. В конце семестра ребёнок получает резюме, в котором описываются его достижения в тех предметах, которые он изучал.

### Общее обучение
Обучение идёт в группах, в которых находятся как младшие ученики, так и старшеклассники. Таким образом старшие помогают и обучают младших. Старшие, пробуя себя в качестве наставников, лучше понимают предмет. Путём общения детей разных возрастов, осуществляется социальное развитие детей.

## Разделение властей
Для того, чтобы сохранить права человека, в демократических школах используют разделения властей. Согласно этой теории, власть нужно разделить между независимыми ветвями, каждое из которых контролирует остальные. В демократических школах обычно существует четыре органа:
- Законодательная власть

Школьный парламент, в котором, путём голосования, принимаются правила школы и обязанности учеников и учителей. Права голоса имеют учителя, ученики и родители. Обычно парламент имеет высшую власть в школе, и даже директорат обязан подчиняться.
- Исполнительная власть

Исполнительная власть состоит из комитетов, и каждый отвечает за свою область. Комитеты приводят в действия решения парламента. В комитеты могут входить как ученики, так и учителя. В некоторых школах в комитеты входят и родители.
В некоторых школах в исполнительную власть входят корпорации, отвечающие за кружки, и чиновники, ответственные за административное управление школой.
- Судебная власть

Судебную власть представляет дисциплинарный комитет, в который с жалобой может обратиться любой член школы. Любое наказание может выносить только данный комитет. В некоторых случаях используют нейтральную сторону для решения споров.
- Контрольная власть

В задачи контрольной власти входит надзор над остальными органами власти и забота о сохранении школьных законов.

## Демократические школы в мире
В мире существует порядка тысячи подобных школ, первые из которых открылись в 20-е годы XX века. Одними из первых школ, которые управлялись детьми, были «Дом сирот» Януша Корчака и «школа Саммерхилл» в Англии. Саммерхилл была основана в 1921 году Александром Ниллом, и считается старейшей подобной школой.
В США в 1968 году открылась демократическая школа «Садберри Вэлли». Сегодня существует более 35 подобных школ по всему миру.